# Булавино (Донецкая область)
Була́вино (укр. Булавине) — посёлок, входит в Углегорский городской совет Бахмутского района Донецкой области Украины. Находится под контролем самопровозглашённой Донецкой Народной Республики.

## География

#### Соседние населённые пункты по странам света
С: Калиновка
СЗ: —
З: города Углегорск, Горловка
СВ: Коммуна, город Дебальцево
В: —
ЮВ: Ильинка
Ю: Савелевка, Булавинское
ЮЗ: Грозное, Красный Пахарь, Александровское, Прибрежное

## История
До 11 декабря 2014 года входил в Енакиевский городской совет.

## Население
Население по переписи 2001 года составляло 61 человек.

## Общая информация
Почтовый индекс — 86484. Телефонный код — 8-06252.

## Местный совет
86481, Донецкая область, Бахмутский район, Углегорский городской совет, город Углегорск, ул. Больничная, д. 2; тел. 7-04-07.